# OMF
OMF (ang. Open Source Metadata Framework) – język znaczników oparty na XML, służący do opisywania i katalogowania dokumentacji otwartego oprogramowania. DTD języka opiera się na specyfikacji Dublin Core.